# Hofterup
Hofterup – miejscowość (tätort) w Szwecji, w regionie administracyjnym (län) Skania, w gminie Kävlinge.
Według danych Szwedzkiego Urzędu Statystycznego liczba ludności wyniosła: 3814 (31 grudnia 2015), 3968 (31 grudnia 2018) i 4003 (31 grudnia 2019).